# Quatuor de Los Angeles
 (octobre 2019).

Le Quatuor de Los Angeles (titre original : L.A. Quartet) fait référence à quatre romans noirs de l'écrivain américain James Ellroy, tétralogie informelle se déroulant à Los Angeles dans les années 1940-1950 : Le Dahlia Noir, Le Grand Nulle part, L.A. Confidential et White Jazz. 

## Contenu
1. Le Dahlia noir (The Black Dahlia, 1987)
2. Le Grand Nulle part (The Big Nowhere, 1988)
3. L.A. Confidential (1990)
4. White Jazz (1991)

## Particularités
Le Quatuor débute en 1947 (et même en 1946 si l'on tient à être précis) avec la découverte du corps d'Elizabeth Short et se termine en 1958 avec White Jazz. 
Durant ces onze années, James Ellroy s'attache à dresser une véritable fresque du Los Angeles de l'époque, avec les policiers du LAPD corrompus ou écorchés vifs, autour desquels gravitent toutes sortes de personnages ambigus (hommes de main, procureurs ambitieux, hommes de loi marrons, vedettes de cinéma paumées, femmes fatales etc.), ce qui fera dire à François Guérif, l'éditeur français de l'écrivain, que Le Quatuor est une véritable comédie humaine. 
Les crimes commis tout au long de cette épopée ellroyenne, ainsi que les enquêtes qui s'ensuivent, sont de véritables moteurs, et de par leur force qu'ils dégagent (meurtres avec mutilations, règlements de compte spectaculaires etc.) et de par leurs déflagrations sur les policiers qui enquêtent dessus plus ou moins directement.
Mais au-delà de cette atmosphère extrêmement noire, si le Quatuor se distingue, c'est avant tout grâce à son approche et à son style évolutif. Quand Le Dahlia Noir est écrit à la première personne, Le Grand Nulle part initie une narration selon trois points de vue différents (Danny Upshaw, Mal Considine et Buzz Meeks). Cette structure ternaire est utilisée de nouveau dans L.A Confidential où Ed Exley, Bud White et Jack Vincennes deviennent les trois principaux protagonistes. Alors que le Dahlia et le Grand Nulle Part accordent une large place aux développements, amenant ainsi un style très approfondi et structuré, L.A Confidential et White Jazz se caractérisent par une prose hachée, ciselée et syncopée.

## Personnages récurrents
Très peu de personnages réapparaissent de manière récurrente au fil des romans. On peut noter cependant une grappe de protagonistes caractéristique du Quatuor.
- Dudley Liam Smith (apparaît déjà dans Clandestin) : Le Grand Nulle part, L.A. Confidential et White Jazz.
- Ed Exley : L.A. Confidential et White Jazz.
- Ellis Loew : Le Dahlia Noir, Le Grand Nulle part, L.A. Confidential et White Jazz.

## Les femmes dans le Quatuor
Les femmes ont toujours tenu une place importante dans l'œuvre d'Ellroy et plus particulièrement dans le Quatuor. Dès le « Cherchez la femme » de Lee Blanchard dans Le Dahlia Noir, le ton est donné. Tantôt femme morte (Elizabeth Short) hantant la vie des flics du LAPD, tantôt femme diabolique (Madeleine Sprague dans Le Dahlia Noir, Claire De Haven dans Le Grand Nulle part) ou femme fatale (Kay Lake dans Le Dahlia Noir, Lynn Bracken dans L.A. Confidential, Glenda Bledsoe dans White Jazz), ces dernières planent dans cet univers viril, et leur intrusion a parfois des conséquences explosives.